# Ormetica ataenia
Ormetica ataenia är en fjärilsart som beskrevs av William Schaus 1910. Ormetica ataenia ingår i släktet Ormetica och familjen björnspinnare. Inga underarter finns listade i Catalogue of Life.